# Provincia de Barcelona (Venezuela)
La provincia de Barcelona fue una de las provincias bajo la autoridad de la gobernación de la Nueva Andalucía, su territorio corresponde con algunos cambios al del actual estado venezolano de Anzoátegui, también se le conoció como «Provincia de Nueva Barcelona».

## Etimología
Fue llamada así por la provincia de Barcelona en la actual España, recibió ese nombre desde principios del siglo XVIII hasta 1821 y luego entre 1830 y 1864, cuando su nombre es reemplazado por el de «Estado Barcelona», es solo a partir del año 1909 que el territorio es rebautizado como Estado Anzoátegui, en honor del general venezolano nacido en Barcelona, José Antonio Anzoátegui, héroe de la guerra de Independencia contra el Imperio español.

## Historia

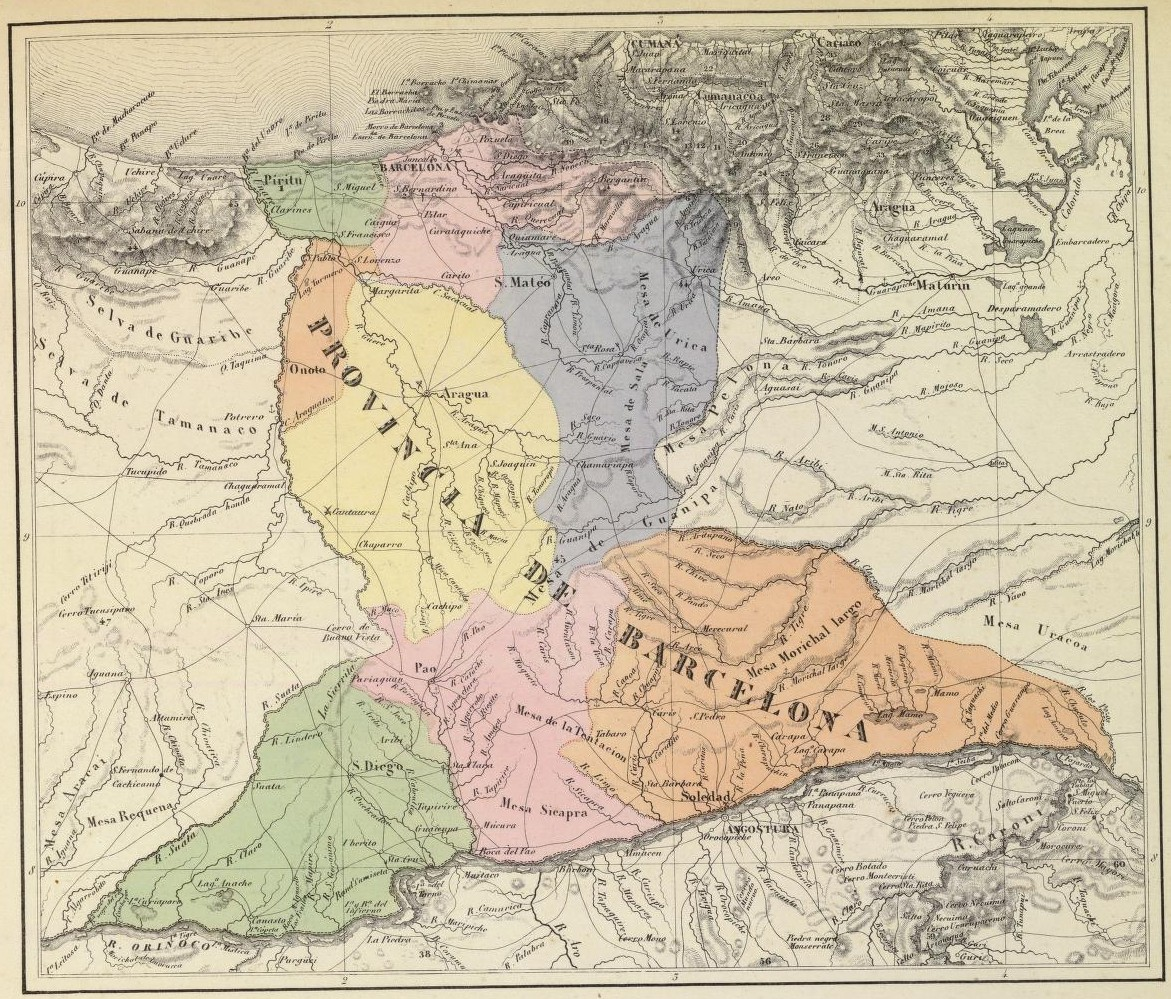
Provincia de Barcelona en 1840.

En 1638 en el oriente de Venezuela que para entonces era una colonia española fue fundada la ciudad de Nueva Barcelona del Cerro Santo (actual Barcelona, Venezuela) por el conquistador español de origen catalán Joan Orpí. 
En 1761, limitaba al norte con la población de Pozuelos; hacia el oeste con el río Unare hasta su cabecera; por el este con la mesa de Guanipa y al sur, con el río Orinoco.
Debido a los sucesos del 19 de abril de 1810, en la ciudad de Barcelona se reunió una junta que proclamó el 27 de abril la independencia de la provincia, la cual constituía hasta ese momento el distrito Barcelona de la provincia de Cumaná. El 11 de julio de 1810, la Junta Suprema de Caracas incluyó a Barcelona entre las provincias que desconocían a la autoridad del gobierno español.

## División territorial
En 1825 la provincia de Barcelona estaba dividida en los cantones de Barcelona, Píritu, Pilar, Aragua de Barcelona, Pao, San Diego.
En 1840 la provincia de Barcelona estaba dividida en los cantones de Barcelona, Píritu, Onoto, Aragua de Barcelona, Pao, San Diego, San Mateo, Soledad.